# 宗像石
宗像石（むなかたせき、 Munakataite）は2008年に発表された日本産新鉱物で、国立科学博物館の鉱物学者松原聰などにより、福岡県宗像市の河東（かとう）鉱山から発見された。 化学組成はPb2Cu2(Se4+O3)(SO4)(OH)4で、単斜晶系。発見地の鉱山がある市の名称から命名された。
石が発見された河東鉱山は旧福岡藩の御用金山であった。